# ویراوا (ناحیه هرادتس کرالووه)
ویراوا (به چکی: Výrava) یک منطقهٔ مسکونی در جمهوری چک است که در ناحیه هرادتس کرالووه واقع شده‌است. ویراوا ۸٫۴۵ کیلومتر مربع مساحت و ۳۶۶ نفر جمعیت دارد و ۲۵۰ متر بالاتر از سطح دریا واقع شده‌است.